# Katja Nyberg
Katja Johanna Alice Nyberg (Stoccolma, 24 agosto 1979) è un'ex pallamanista norvegese.
Con la maglia della nazionale norvegese ha vinto l'oro olimpico ai Giochi di Pechino 2008

## Carriera
Nata in Svezia, è cresciuta in Finlandia e ha giocato con la nazionale finlandese. In seguito è stata naturalizzata norvegese e, dal 2001, è nazionale norvegese.
Con la nazionale norvegese ha vinto due campionati europei (2004 e 2006) e le Olimpiadi del 2008.
È stata eletta migliore giocatrice dei mondiali del 2007, nei quali la Norvegia si classificò seconda.
Ha avuto una relazione con la compagna di squadra e di nazionale Gro Hammerseng.

## Palmarès

### Club
- EHF Champions League: 1

Larvik: 2010-2011
- Coppa delle Coppe: 1

Larvik: 2004-2005
- Campionato finlandese: 1

Sparta IF: 1997
- Campionato svedese: 1

Stockholmspolisens IF: 1998
- Campionato norvegese: 8

Larvik: 2000, 2001, 2002, 2003, 2004, 2005, 2011, 2012
- Coppa di Norvegia: 2

Larvik: 2000, 2003, 2004, 2005, 2012
- Campionato sloveno: 1

Krim: 2005-2006
- Coppa di Slovenia: 1

Krim: 2005-2006

### Nazionale
- Oro olimpico: 1

Pechino 2008
- Campionato mondiale

 Argento: Francia 2007
- Campionato europeo

 Oro: Ungheria 2004
 Oro: Svezia 2006
 Argento: Danimarca 2002

### Individuale
- Migliore giocatrice al campionato mondiale: 1

Francia 2007
- Migliore centrale dell'anno nel campionato norvegese: 2

2001, 2005